# Dainville
Dainville és un municipi francès situat al departament del Pas de Calais i a la regió dels Alts de França. L'any 2007 tenia 5.432 habitants.

## Demografia

### Població
El 2007 la població de fet de Dainville era de 5.432 persones. Hi havia 2.126 famílies de les quals 495 eren unipersonals (123 homes vivint sols i 372 dones vivint soles), 745 parelles sense fills, 688 parelles amb fills i 198 famílies monoparentals amb fills.
La població ha evolucionat segons el següent gràfic:
Habitants censats

### Habitatges
El 2007 hi havia 2.241 habitatges, 2.150 eren l'habitatge principal de la família, 7 eren segones residències i 84 estaven desocupats. 2.202 eren cases i 36 eren apartaments. Dels 2.150 habitatges principals, 1.754 estaven ocupats pels seus propietaris, 362 estaven llogats i ocupats pels llogaters i 34 estaven cedits a títol gratuït; 15 tenien dues cambres, 101 en tenien tres, 603 en tenien quatre i 1.432 en tenien cinc o més. 1.921 habitatges disposaven pel capbaix d'una plaça de pàrquing. A 1.048 habitatges hi havia un automòbil i a 902 n'hi havia dos o més.

### Piràmide de població
La piràmide de població per edats i sexe el 2009 era:
| Homes | Edats   | Dones |
| ----- | ------- | ----- |
| 0     | 95 o +  | 20    |
| 4     | 90 a 94 | 52    |
| 20    | 85 a 89 | 84    |
| 24    | 80 a 84 | 56    |
| 116   | 75 a 79 | 172   |
| 104   | 70 a 74 | 172   |
| 116   | 65 a 69 | 140   |
| 152   | 60 a 64 | 156   |
| 144   | 55 a 59 | 144   |
| 216   | 50 a 54 | 284   |
| 240   | 45 a 49 | 264   |
| 212   | 40 a 44 | 200   |
| 124   | 35 a 39 | 164   |
| 140   | 30 a 34 | 112   |
| 112   | 25 a 29 | 104   |
| 116   | 20 a 24 | 124   |
| 236   | 15 a 19 | 224   |
| 208   | 10 a 14 | 144   |
| 152   | 5 a 9   | 100   |
| 104   | 0 a 4   | 132   |

## Economia
El 2007 la població en edat de treballar era de 3.331 persones, 2.319 eren actives i 1.012 eren inactives. De les 2.319 persones actives 2.143 estaven ocupades (1.114 homes i 1.029 dones) i 175 estaven aturades (86 homes i 89 dones). De les 1.012 persones inactives 424 estaven jubilades, 352 estaven estudiant i 236 estaven classificades com a «altres inactius».

### Ingressos
El 2009 a Dainville hi havia 2.186 unitats fiscals que integraven 5.351,5 persones, la mediana anual d'ingressos fiscals per persona era de 21.450 €.

### Activitats econòmiques
Dels 193 establiments que hi havia el 2007, 6 eren d'empreses extractives, 3 d'empreses alimentàries, 4 d'empreses de fabricació d'altres productes industrials, 15 d'empreses de construcció, 61 d'empreses de comerç i reparació d'automòbils, 7 d'empreses de transport, 10 d'empreses d'hostatgeria i restauració, 3 d'empreses d'informació i comunicació, 6 d'empreses financeres, 10 d'empreses immobiliàries, 28 d'empreses de serveis, 26 d'entitats de l'administració pública i 14 d'empreses classificades com a «altres activitats de serveis».
Dels 33 establiments de servei als particulars que hi havia el 2009, 1 era una oficina de correu, 1 una oficina bancària, 3 funeràries, 4 tallers de reparació d'automòbils i de material agrícola, 2 autoescoles, 3 guixaires pintors, 2 fusteries, 4 lampisteries, 1 electricista, 2 empreses de construcció, 4 perruqueries, 4 restaurants, 1 agència immobiliària i 1 tintoreria.
Dels 24 establiments comercials que hi havia el 2009, 1 era, 2 supermercats, 2 fleques, 2 carnisseries, 1 una peixateria, 3 botigues de roba, 3 botigues d'equipament de la llar, 1 una sabateria, 4 botigues de mobles, 2 joieries i 3 floristeries.
L'any 2000 a Dainville hi havia 8 explotacions agrícoles que ocupaven un total de 864 hectàrees.

## Equipaments sanitaris i escolars
El 2009 hi havia 1 hospital de tractaments de mitja durada (seguiment i rehabilitació), 1 un hospital de tractaments de llarga durada, 1 psiquiàtric i 3 farmàcies.
El 2009 hi havia 2 escoles maternals i 2 escoles elementals. Dainville disposava d'un col·legi d'educació secundària amb 546 alumnes.

## Poblacions més properes
El següent diagrama mostra les poblacions més properes.